# Pylorospasm
Pylorospasm är en medicinsk term för spasmer eller kramper i magen, vilket kan yttra sig i smärtor och kräkningar.
Pylorospasm kan vara ett symtom på flera sjukdomar. Det kan vara en form av magneuros och då bero på en somatoform autonom dysfunktion, vilket är en stressutlöst och neurotisk psykisk störning, men det kan också vara en normal reaktion på svår stress. Uppträder det hos nyfödda kan det vara medfödd hypertrofisk pylorusstenos. Ett flertal fysiska magsjukdomar kan också uppträda som pylorospasm.